# Santo Tomás, Sonora
Santo Tomás är en ort i Mexiko.   Den ligger i kommunen Sahuaripa och delstaten Sonora, i den nordvästra delen av landet, 1 500 km nordväst om huvudstaden Mexico City. Santo Tomás ligger 465 meter över havet och antalet invånare är 169.
Terrängen runt Santo Tomás är varierad.  Trakten runt Santo Tomás är nära nog obefolkad, med mindre än två invånare per kvadratkilometer. Närmaste större samhälle är Sahuaripa, 9,5 km norr om Santo Tomás. I omgivningarna runt Santo Tomás växer huvudsakligen savannskog.